# Liste der Stadtbezirke und Stadtteile von Wuppertal

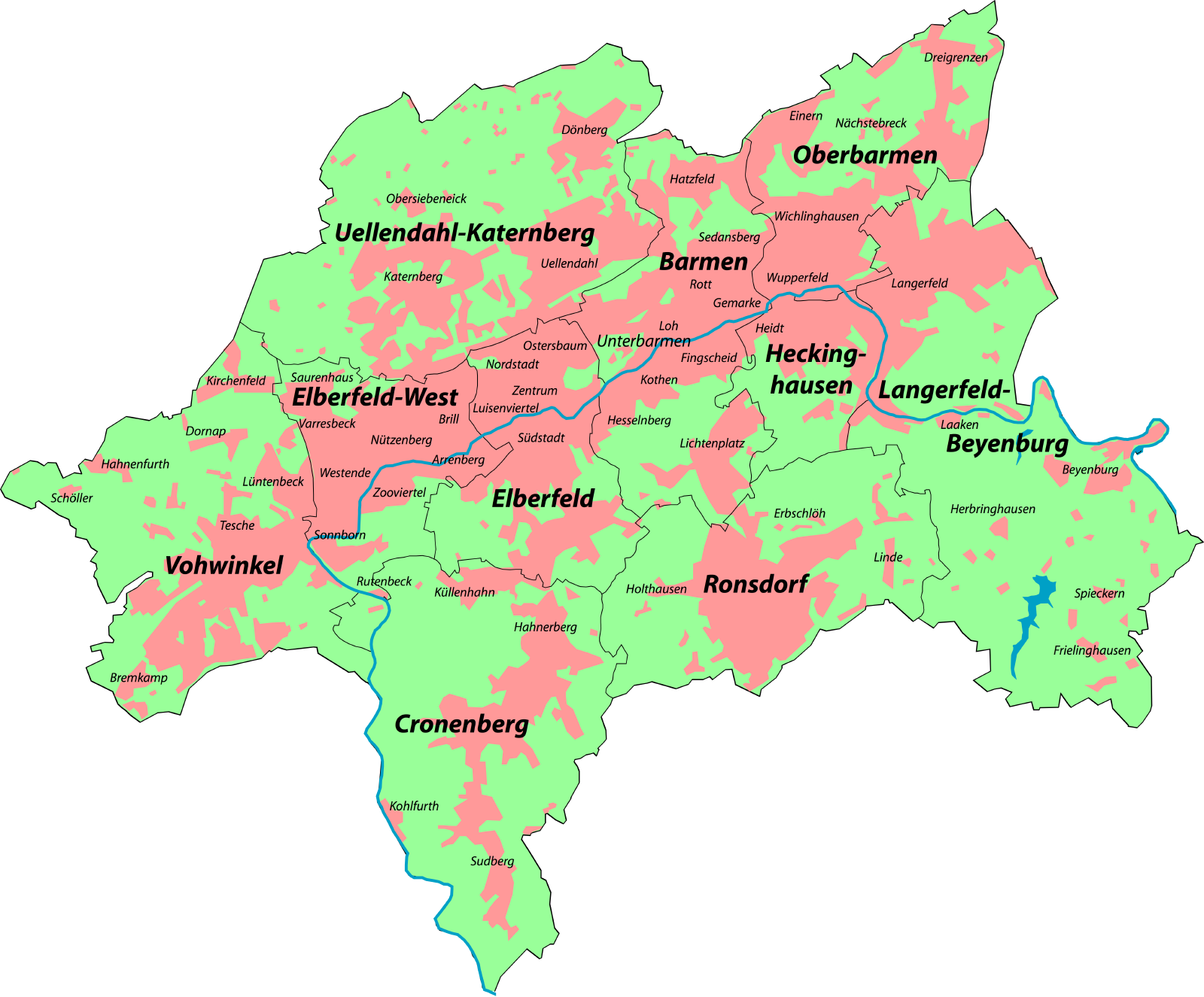
Das heutige Wuppertaler Stadtgebiet mit den Stadtbezirken und einzelnen Ortsteilen

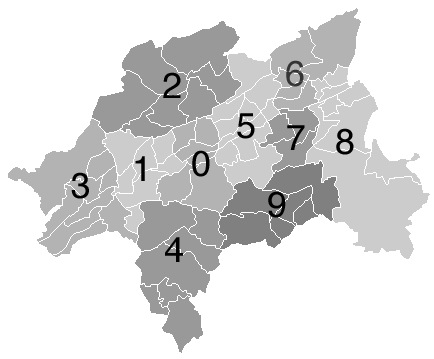
Die Stadtbezirke und die Wohnquartiere

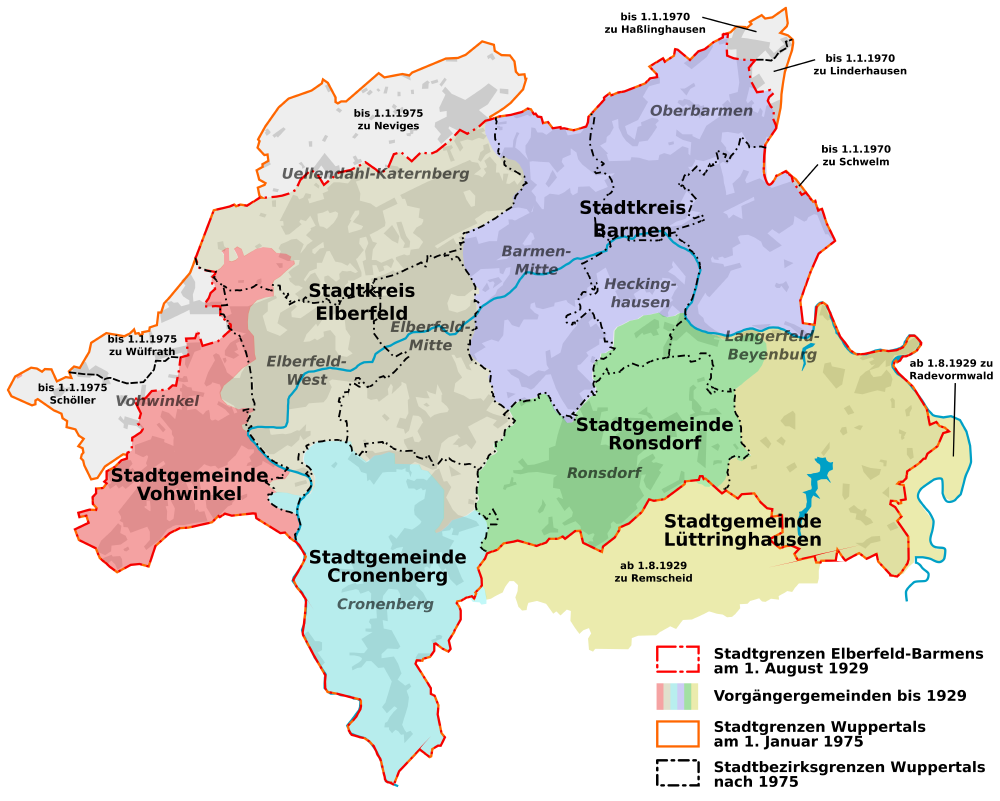
Wuppertal zur Zeit der Stadtgründung 1929 und der Erweiterung von 1970 und 1975

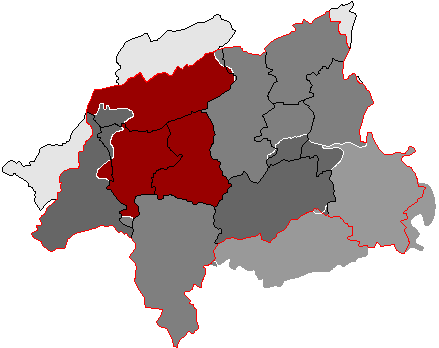
Lage der historischen Stadt Elberfeld bis 1929 im Wuppertal

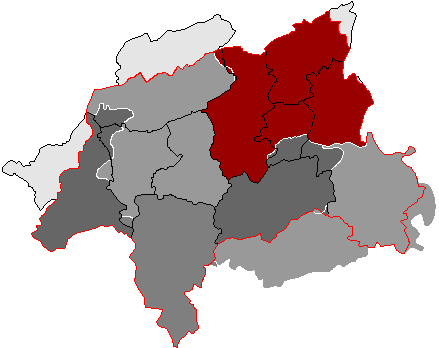
Lage der historischen Stadt Barmen bis 1929 im Wuppertal

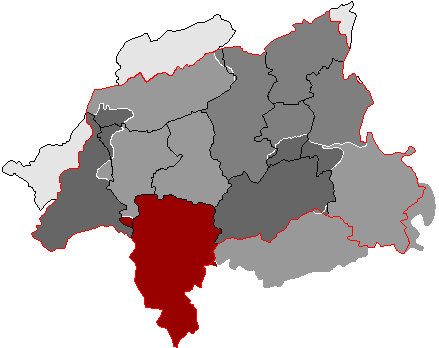
Lage der historischen Stadt Cronenberg bis 1929 im Wuppertal

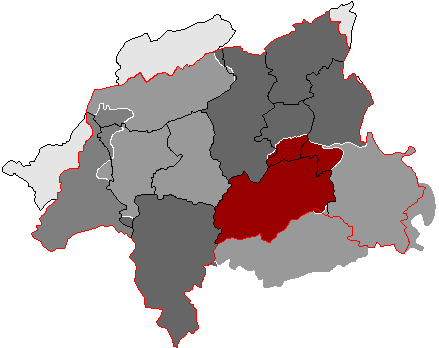
Lage der historischen Stadt Ronsdorf bis 1929 im Wuppertal

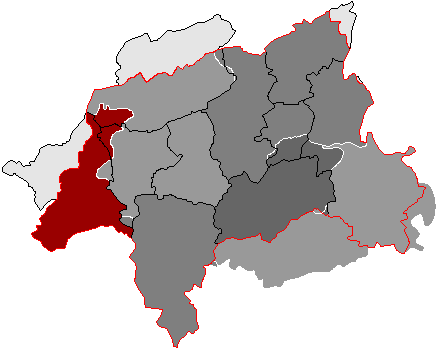
Lage der historischen Stadt Vohwinkel bis 1929 im Wuppertal

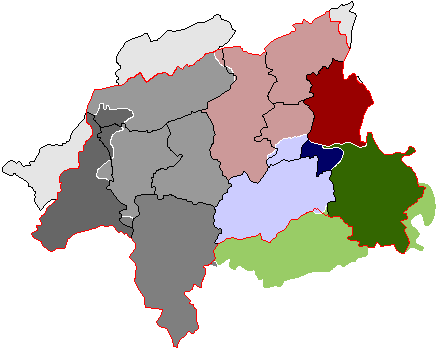
Historische Gebiete Langerfeld-Beyenburgs 1929 zur Stadtgründung Wuppertals

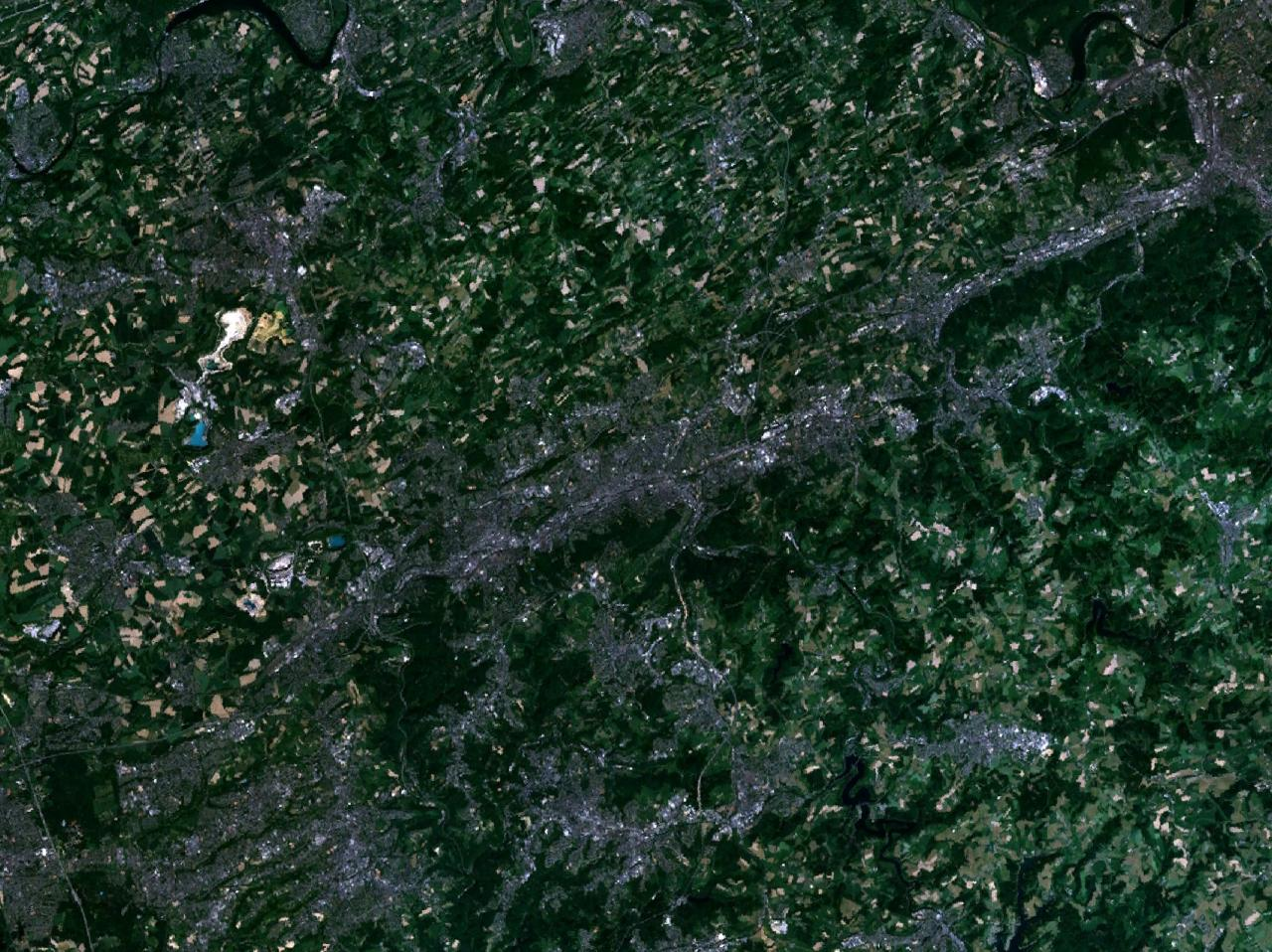
Wuppertal aus dem All

Die Stadtbezirke und Stadtteile (Wohnquartiere) von Wuppertal sind kommunalstatistische Glieder im Stadtgebiet der größten Stadt des Bergischen Landes in Nordrhein-Westfalen.

## Historische Entwicklung

### Mittelalter bis zur Neuzeit
Historisch besaßen die einzelnen Städte, Gemeinden und Ortsteile bereits seit dem Mittelalter eine lange, meist eng verflochtene Geschichte. Elberfeld mit dessen Nebenzentren Katernberg und Uellendahl gehörte seit 1428 zum Amt Elberfeld im Herzogtum Berg, Vohwinkel und das östlich davon gelegene Sonnborn gehörten seit spätestens 1363 dem bergischen Amt Solingen an. Barmen mit seinen Nebenzentren Wichlinghausen und Heckinghausen bildete ab 1399 zusammen mit Ronsdorf und Beyenburg einen Teil des bergischen Amtes Beyenburg.
Während das um 1160 erstmals erwähnte Elberfeld bereits 1610 zur Stadt ernannt wurde, blieb das erstmals 1070 erwähnte Barmen bis 1808 ohne Stadtrechte. Auch die anderen Städte und Ortsteile sind schon im Mittelalter beurkundet. Sonnborn bereits um 874 (eigenständige Bürgermeisterei von 1867 bis 1888), Cronenberg um 1050 (Stadtrecht seit 1808), Beyenburger Ortslagen um 1189 und der Ortskern um 1298, Vohwinkel um 1356 (Stadtrecht seit 1921), Langerfeld um 1304, Ronsdorf ist mit seiner erstmaligen Erwähnung von 1494 noch relativ jung, erlangte aber bereits 1745 das Stadtrecht. Die meisten anderen einzelnen Ortslagen Wuppertals besitzen eigene urkundliche Erstnennungen aus der Zeit des 11. bis 16. Jahrhunderts.
Das erst 1975 eingemeindete Schöller bildete eine eigene Herrschaft im Herzogtum unter dem Amt Solingen. Auch die zeitgleich eingemeindeten Dörfer und Ortslagen Dönberg, Kleinehöhe und Obensiebeneick standen als Teil der Herrschaft Hardenberg im Mittelalter und der Neuzeit unter bergischer Oberhoheit.
Die heutigen östlichen Ortsteile Langerfeld wie Nächstebreck waren dagegen Teil der Grafschaft Mark im Amt Wetter und standen nie unter bergischer Verwaltung.

### Zeit der französischen Besetzung
Erst mit der Eroberung des Herzogtums Berg und der Grafschaft Mark durch Napoléon Bonaparte änderte sich ab 1806 diese kommunale Zuordnung grundlegend. Elberfeld (Kanton Elberfeld), Barmen (Kanton Barmen), Cronenberg, Ronsdorf (beide Kanton Ronsdorf), Beyenburg, Herbringhausen (beide Kanton Lennep), Vohwinkel und Sonnborn wurden Teil des Arrondissement Elberfeld im Département Rhein. Ebenfalls zum Département Rhein, aber im Arrondissement Düsseldorf gelegen, waren Dornap (Mairie Wülfrath im Kanton Velbert), Dönberg, Kleinehöhe, Obensiebeneick (alle Mairie Hardenberg im Kanton Velbert) und Schöller (Mairie Haan im Kanton Mettmann).
Langerfeld, Nächstebreck und die Ortslage Einern waren Teil der Mairie Haßlinghausen im Arrondissement Hagen im Département Ruhr. Beide Départements unterstanden dem von Napoléon gegründeten Großherzogtum Berg.

### Preußische Rheinprovinz und Provinz Westfalen
Nachdem das Großherzogtum Berg nach Napoleons Niederlage in der Völkerschlacht bei Leipzig 1813 von der französischen Besetzung befreit wurde und die links- und rechtsrheinischen Gebiete im Wiener Kongress 1815 Preußen zugewiesen wurden, gründete es im Folgejahr in Nachfolge des alten Herzogtums Berg die Provinz Jülich-Kleve-Berg, Teil der späteren Rheinprovinz, und führte dort seine kommunale Verwaltungsstruktur ein.
Elberfeld und Barmen bildeten so 1816 den neu gegründeten Kreis Elberfeld, Sonnborn (mit seinem Gemeindeteil Vohwinkel) und Schöller kamen in den ebenfalls neu gegründeten Kreis Mettmann. 1820 wechselte Cronenberg aus dem Landkreis Solingen zu dem Kreis Mettmann, der aber bereits am 1. November 1820 wieder aufgelöst wurde. Sonnborn (mit Vohwinkel), Schöller und Cronenberg kamen nun zum Kreis Elberfeld. Dieser existierte bis zum 1. Juni 1861, als Barmen und Elberfeld als kreisfreie Städte ausschieden und der Restkreis erneut in Kreis Mettmann umbenannt wurde. Kreissitz des Kreises Mettmann wurde Sonnborn, das 1867 eigenständige, nun von Haan unabhängige Bürgermeisterei wurde. 1888 wurde Vohwinkel aus Sonnborn ausgegliedert und eine eigenständige Landgemeinde, 1921 erlangte es Stadtrecht. Sonnborn verlor ebenfalls 1888 die kommunale Eigenständigkeit und wurde in Elberfeld eingemeindet. Die Stadt Ronsdorf und die ehemalige bergische Freiheit Beyenburg als Teil der Gemeinde Lüttringhausen wurden 1816 dem Kreis Lennep zugewiesen, wo beide bis zur Stadtgründung Wuppertals im Jahr 1929 verblieben.
Die westfälische Landgemeinde Langerfeld lag in der preußischen Provinz Westfalen und verblieb bis 1922 im Kreis Schwelm. Gegen großen Widerstand der Bevölkerung wurde es in diesem Jahr zusammen mit Nächstebreck in Barmen eingemeindet und wurde so rheinisch. Mit dieser kommunalen Veränderung verschob sich die östlich von Barmen gelegene, mehr als tausend Jahre alte Grenze zwischen dem Rheinland und Westfalen um mehrere Kilometer nach Osten.

### Stadtgründung 1929
Die Stadtgründung Wuppertals erfolgte unter dem Namen Barmen-Elberfeld am 1. August 1929 als Zusammenschluss von Elberfeld und Barmen, beide seit Mitte der 1880er Jahre Großstädte, sowie der umliegenden Städte Vohwinkel, Cronenberg, Ronsdorf und der Bereiche Beyenburg/Herbringhausen der im gleichen Jahr aufgelösten Gemeinde Lüttringhausen. Am 24. Januar 1930 wurde die Stadt nach einer Volksbefragung in Wuppertal umbenannt. Bei ihrer Gründung besaß die Stadt annähernd 415.000 Einwohner. Die heutige Gliederungsstruktur basiert im starken Maße auf der historischen Entwicklung der einzelnen Stadtteile seit dem Mittelalter.
Als am 1. August 1929 die Stadt Barmen-Elberfeld, das spätere Wuppertal, infolge des Gesetzes über die kommunale Neugliederung des rheinisch-westfälischen Industriegebiets gegründet wurde, bildeten die Stadtkreise Elberfeld und Barmen deren Kern. Gleichzeitig kamen im Westen und Südwesten die Städte Vohwinkel und Cronenberg aus dem zeitgleich aufgelösten Kreis Mettmann zur Stadt, Schöller und Dornap verblieben aber als Teil von Haan und Wülfrath im Restkreis, der mit anderen Gemeinden zum Kreis Düsseldorf-Mettmann zusammengefasst wurde. Im Süden kamen Ronsdorf und Beyenburg vom Kreis Lennep zu Wuppertal.

### Erweiterungen durch die Gebietsreform der 1970er Jahre
Die umfassende nordrheinwestfälische Gebietsreform der 1970er Jahre brachte Wuppertal einen deutlichen Flächenzuwachs. 1970 wurde das Stadtgebiet durch das Gesetz zur Neugliederung des Ennepe-Ruhr-Kreises vom 16. Dezember 1969 östlich um einige Gemarkungsteile der zuvor eigenständigen Gemeinden Haßlinghausen und Linderhausen sowie um einige Flurstücke der Stadt Schwelm erweitert und reicht seither in Oberbarmen östlich bis an die A 1. Durch das Gesetz zur Neugliederung der Gemeinden und Kreise des Neugliederungsraumes Mönchengladbach/Düsseldorf/Wuppertal vom 10. September 1974 (Düsseldorf-Gesetz) kamen 1975 im Westen die Gemeinde Schöller und der Ortsteil Dornap von Wülfrath hinzu, ebenso wie Dönberg, Kleinehöhe und Obensiebeneick von Neviges im Norden und Nordwesten.

## Geografischer Raum des heutigen Stadtgebietes
Der Zusammenschluss von Elberfeld und Barmen lag nahe, da beide bereits im 19. Jahrhundert de facto eine durchgehende Bandstadt in der Wupper-Schwelme-Mulde bildeten, die in der Besiedelung eine nahezu geschlossene Einheit bildeten und entlang der Talachse bereits seit Mitte des 19. Jahrhunderts durch zwei Eisenbahnstrecken und seit 1901 durch die Wuppertaler Schwebebahn sowie straßengebundene axiale Verkehrswege miteinander verbunden waren.
Vohwinkel fügte sich als westliche Verlängerung der Talachse an dieses geschlossene Siedlungsgebiet nahtlos an, lag ebenfalls an diesen wichtigen axialen Hauptverkehrswegen und war zugleich auch Endpunkt der Schwebebahn. Eine zusätzliche Erweiterung des Stadtgebiets über das Tal der Wupper hinaus war aufgrund historischer Zusammenhänge insbesondere im Süden des Wuppertals machbar, so dass zum Erreichen einer notwendigen Größe für die Stadtgründung Wuppertals auf die benachbarten südlichen Städte und Gebiete Cronenbergs, Ronsdorfs und Beyenburgs zurückgegriffen wurde.

## Stadtgliederung

### Stadtgliederung vor 1975
Die Stadt war bis 1975 in die sechs Stadtteile Barmen, Elberfeld, Vohwinkel, Cronenberg, Ronsdorf und Beyenburg gegliedert. Die ersten fünf Stadtteile entsprachen dem Gebiet dieser Städte Stand 1929 vor der Vereinigung zu Wuppertal, der sechste umfasste das Gebiet, das in diesem Jahr von Lüttringhausen nach Wuppertal kam.
Diese Stadtteile waren in Stadtbezirke untergliedert.
| Stadtteil  | Nr. | Statistischer Stadtbezirk |
| ---------- | --- | ------------------------- |
| Barmen     | 110 | Barmen-Mitte              |
|            | 111 | Sedansberg                |
|            | 112 | Wichlinghausen            |
|            | 113 | Oberbarmen                |
|            | 114 | Loh-Rott                  |
|            | 115 | Unterbarmen-Clausen       |
|            | 116 | Hatzfeld                  |
|            | 117 | Nächstebreck              |
|            | 118 | Heckinghausen-Heidt       |
|            | 119 | Kothen-Hesselnberg        |
|            | 120 | Lichtenplatz              |
|            | 121 | Langerfeld                |
| Elberfeld  | 220 | Elberfeld-Mitte           |
|            | 221 | Nordstadt                 |
|            | 222 | Ostersbaum                |
|            | 223 | Nützenberg                |
|            | 224 | Brill                     |
|            | 225 | Varresbeck                |
|            | 226 | Katernberg                |
|            | 227 | Uellendahl                |
|            | 228 | Südstadt                  |
|            | 229 | Sonnborn-Zoo              |
|            | 230 | Hahnerberg                |
| Vohwinkel  | 330 | Vohwinkel-Mitte           |
|            | 331 | Tesche                    |
|            | 332 | Saurenhaus                |
| Cronenberg | 440 | Cronenberg-Mitte          |
|            | 441 | Küllenhahn                |
|            | 442 | Kohlfurth                 |
|            | 443 | Sudberg                   |
| Ronsdorf   | 550 | Ronsdorf-Mitte            |
|            | 551 | Blombacher Bach           |
|            | 552 | Linde                     |
| Beyenburg  | 660 | Beyenburg-Mitte           |
|            | 661 | Herbringhausen            |
|            | 662 | Spieckern                 |

### Die heutigen Stadtbezirke Wuppertals
Als die Gemeindeordnung Nordrhein-Westfalens verpflichtend vorsah, größere Städte in etwa gleich starke und durchnummerierte statistische Stadtbezirke zu unterteilen, wurde das Stadtgebiet Wuppertals zum 4. Mai 1975 zunächst in acht Stadtbezirke eingeteilt: Vohwinkel, Elberfeld, Barmen, Oberbarmen, Langerfeld, Uellendahl, Cronenberg und Ronsdorf. Zum 30. September 1979 erfolgte eine Neueinteilung (bzw. Umbenennung) in die noch heute bestehenden zehn Stadtbezirke. Jeder Stadtbezirk hat eine eigene Bezirksvertretung, die eine Bezirksbürgermeisterin bzw. ein Bezirksbürgermeister (früher auch -vorsteherin bzw. -vorsteher) leitet.
Bei der Unterteilung der Stadt orientierte man sich im Groben an den historischen Gegebenheiten. Elberfeld und Barmen waren aber jeweils zu groß, um nur einem einzelnen Stadtbezirk zu entsprechen, und wurden künstlich aufgeteilt. So unterteilte man Elberfeld in die Stadtbezirke Elberfeld, Elberfeld-West und Uellendahl-Katernberg. Barmen wurde in Barmen, Oberbarmen und Heckinghausen aufgeteilt.
Die Stadtbezirke Vohwinkel, Cronenberg und Ronsdorf entsprechen dagegen mit leichten Abweichungen überwiegend dem Gebiet der älteren Städte. Ronsdorf musste den Bereich Hammesberg an den Stadtbezirk Heckinghausen abtreten, Elberfeld den Bereich Hahnerberg an den Stadtbezirk Cronenberg. Es entstand aber auch die künstliche Gebietseinheit Langerfeld-Beyenburg, deren namensgebende Gemeinden zwar benachbart waren, historisch aber viele Jahrhunderte lang in unterschiedlichen politischen Gebieten lagen und bis 1922 stets durch eine deutlich wahrnehmbare kulturelle wie politische Grenze getrennt waren. Die Stadtbezirke sind weiterhin in statistische Wohnquartiere unterteilt.
Das Haushaltssicherungskonzept 2010–2014 der Stadt Wuppertal sah vor, die Anzahl der Bezirksvertretungen bis zur Kommunalwahl 2012 aus Kostengründen von zehn auf sechs zu reduzieren. Dies hätte naturgemäß eine entsprechende Veränderung der Stadtbezirkseinteilung mit sich gebracht, wurde aber bis heute (2025) nicht realisiert.
2025 wechselte das Quartier Löhrerlen von Langerfeld-Nächstebreck nach Oberbarmen. Für die Kommunalwahl 2025 war Langerfeld-Beyenburg nicht in passende Einheiten einzuteilen, weshalb ein Stimmbezirk aus einem der Langerfelder Wahlkreise herausgenommen wurde. Da Stadtbezirksgrenzen nicht durch Wahlkreise verlaufen dürfen, beschloss man den Wechsel des Stimmbezirks 196 nach Oberbarmen. Im gleichen Jahr gab es eine kleine Grenzkorrektur zwischen Oberbarmen und Heckinghausen.
| Karte                             | Nr. | Stadtbezirk           | Bevölkerung | Fläche (km²) | Bevölkerungsdichte (Einwohner / km²) | Ausländeranteil (in %) | Arbeitslose |
| --------------------------------- | --- | --------------------- | ----------- | ------------ | ------------------------------------ | ---------------------- | ----------- |
| Stadtbezirk Elberfeld             | 0   | Elberfeld             | 68.326      | 11,07        | 6172                                 | 31,3                   | 10278       |
| Stadtbezirk Elberfeld-West        | 1   | Elberfeld-West        | 28.452      | 10,37        | 2744                                 | 23,4                   | 2979        |
| Stadtbezirk Uellendahl-Katernberg | 2   | Uellendahl-Katernberg | 37.702      | 25,91        | 1455                                 | 12,3                   | 2119        |
| Stadtbezirk Vohwinkel             | 3   | Vohwinkel             | 31.258      | 20,42        | 1531                                 | 18,7                   | 3167        |
| Stadtbezirk Cronenberg            | 4   | Cronenberg            | 20.657      | 21,50        | 961                                  | 8,9                    | 803         |
| Stadtbezirk Barmen                | 5   | Barmen                | 62.825      | 15,44        | 4069                                 | 28,6                   | 9412        |
| Stadtbezirk Oberbarmen            | 6   | Oberbarmen            | 47.896      | 13,42        | 3569                                 | 34,2                   | 9577        |
| Stadtbezirk Heckinghausen         | 7   | Heckinghausen         | 22.659      | 5,66         | 4003                                 | 29,2                   | 3598        |
| Stadtbezirk Langerfeld-Beyenburg  | 8   | Langerfeld-Beyenburg  | 23.716      | 28,55        | 831                                  | 20,2                   | 2990        |
| Stadtbezirk Ronsdorf              | 9   | Ronsdorf              | 22.164      | 16,05        | 1381                                 | 13,9                   | 1576        |

### Die Wohnquartiere Wuppertals (Stand: 31. Dezember 2007)
Die Stadtbezirke sind für statistische Zwecke in insgesamt 69 Quartiere unterteilt. Diese werden mit einer zweistelligen Quartiersnummer bezeichnet, wobei die erste Ziffer zugleich den Stadtbezirk darstellt. Sie tragen ferner einen eigenen Namen, der entweder historisch überliefert ist (ehemals selbständige Gemeinden oder mittelalterlicher Siedlungsplatz bzw. Hofschaft, zum Beispiel Sonnborn, Herbringhausen oder Clausen), sich nach geografischen Gegebenheiten richten (Fließgewässer, Erhebungen, zum Beispiel Ehrenberg, Varresbeck oder Hahnerberg) oder der sich im Laufe der Zeit entsprechend der Bebauung bzw. der Ansiedelung einer bestimmten Einrichtung eingebürgert hat (zum Beispiel Zoo, Industriestraße oder Kohlfurth).
Die unterschiedliche Bevölkerungsdichte in den einzelnen Teilen Wuppertals hat zur Folge, dass dichtbesiedelte und zentrumsnahe Ortsteile in flächenmäßig kleinere Wohnquartiere gegliedert sind. Teilweise war es nötig, zu große geschlossene Ortsteile künstlich zu teilen, wie zum Beispiel Wichlinghausen-Nord und Wichlinghausen-Süd oder Uellendahl-Ost und Uellendahl-West, wohingegen am Stadtrand gelegene Gemarkungen häufig zu einem gemeinsamen statistischen Wohnquartier zusammengelegt wurden, wie beispielsweise Schöller und Dornap zu Schöller-Dornap oder Erbschlö und Linde zu Erbschlö-Linde. Bei der Abgrenzung zwischen den statistischen Wohnquartieren richtete man sich in der Regel nicht nach den alten und mitunter verwinkelten Gemarkungsgrenzen, sondern bevorzugte Hauptstraßen, Eisenbahnstrecken und Gewässerläufe.
| Karte                                                                | Nr. | Statistisches Wohnquartier | Stadtbezirk            | Kommunale Zuordnung vor der Eingemeindung                                                | Einwohner- zahl | Fläche (km²) | Bevölkerungs- dichte (Einw. / km²) | Ausländer- anteil (in %) | Arbeitslosen- quote (in %) | Wohn- gebäude | darin Wohnungen | Schulen (davon Grundschulen) | Private KFZ |
| -------------------------------------------------------------------- | --- | -------------------------- | ---------------------- | ---------------------------------------------------------------------------------------- | --------------- | ------------ | ---------------------------------- | ------------------------ | -------------------------- | ------------- | --------------- | ---------------------------- | ----------- |
| Wohnquartier Elberfeld-Mitte im Stadtbezirk Elberfeld                | 00  | Elberfeld-Mitte            | Elberfeld              | Stadt Elberfeld (bis 1929)                                                               | 5780            | 1,08         | 5352                               | 25,1                     | 9,13                       | 651           | 3718            | 2 (-)                        | 1764        |
| Wohnquartier Nordstadt im Stadtbezirk Elberfeld                      | 01  | Nordstadt                  | Elberfeld              | Stadt Elberfeld (bis 1929)                                                               | 17.269          | 1,18         | 14635                              | 27,7                     | 9,03                       | 1637          | 10.675          | 8 (3)                        | 4926        |
| Wohnquartier Ostersbaum im Stadtbezirk Elberfeld                     | 02  | Ostersbaum                 | Elberfeld              | Stadt Elberfeld (bis 1929)                                                               | 14.919          | 1,38         | 10811                              | 24,6                     | 9,67                       | 1416          | 8807            | 4 (3)                        | 4877        |
| Wohnquartier Südstadt im Stadtbezirk Elberfeld                       | 03  | Südstadt                   | Elberfeld              | Stadt Elberfeld (bis 1929)                                                               | 9640            | 0,59         | 16339                              | 18,5                     | 7,66                       | 771           | 6048            | 1 (1)                        | 2977        |
| Wohnquartier Grifflenberg im Stadtbezirk Elberfeld                   | 04  | Grifflenberg               | Elberfeld              | Stadt Elberfeld (bis 1929)                                                               | 11.696          | 4,45         | 2628                               | 10,1                     | 3,21                       | 1557          | 6289            | 1 (1)                        | 5181        |
| Wohnquartier Friedrichsberg im Stadtbezirk Elberfeld                 | 05  | Friedrichsberg             | Elberfeld              | Stadt Elberfeld (bis 1929)                                                               | 6449            | 2,39         | 2698                               | 14,4                     | 6,78                       | 654           | 3591            | 2 (2)                        | 2396        |
| Wohnquartier Sonnborn im Stadtbezirk Elberfeld-West                  | 10  | Sonnborn                   | Elberfeld-West         | Stadt Elberfeld (bis 1929)                                                               | 4008            | 2,39         | 3929                               | 13,3                     | 5,94                       | 545           | 2360            | 1 (1)                        | 1722        |
| Wohnquartier Varresbeck im Stadtbezirk Elberfeld-West                | 11  | Varresbeck                 | Elberfeld-West         | Teil der Stadt Elberfeld und Teil der Stadt Vohwinkel (bis 1929)                         | 4376            | 2,59         | 1690                               | 14,5                     | 3,75                       | 804           | 2228            | - (-)                        | 2215        |
| Wohnquartier Nützenberg im Stadtbezirk Elberfeld-West                | 12  | Nützenberg                 | Elberfeld-West         | Stadt Elberfeld (bis 1929)                                                               | 5590            | 1,48         | 3777                               | 17,5                     | 6,15                       | 1034          | 3295            | 4 (3)                        | 2491        |
| Wohnquartier Brill im Stadtbezirk Elberfeld-West                     | 13  | Brill                      | Elberfeld-West         | Stadt Elberfeld (bis 1929)                                                               | 4414            | 1,22         | 3618                               | 7,0                      | 2,83                       | 693           | 2773            | 1 (-)                        | 2470        |
| Wohnquartier Arrenberg im Stadtbezirk Elberfeld-West                 | 14  | Arrenberg                  | Elberfeld-West         | Stadt Elberfeld (bis 1929)                                                               | 5449            | 0,86         | 6336                               | 32,1                     | 9,91                       | 516           | 2983            | 1 (1)                        | 1679        |
| Wohnquartier Zoo im Stadtbezirk Elberfeld-West                       | 15  | Zoo                        | Elberfeld-West         | Stadt Elberfeld (bis 1929)                                                               | 3871            | 2,32         | 1669                               | 7,0                      | 3,46                       | 630           | 2219            | 1 (1)                        | 2167        |
| Wohnquartier Buchenhofen im Stadtbezirk Elberfeld-West               | 16  | Buchenhofen                | Elberfeld-West         | Teil der Stadt Elberfeld und Teil der Stadt Vohwinkel (bis 1929)                         | 66              | 0,88         | 75                                 | 4,7                      | 3,03                       | 21            | 37              | - (-)                        | 40          |
| Wohnquartier Uellendahl-West im Stadtbezirk Uellendahl-Katernberg    | 20  | Uellendahl-West            | Uellendahl- Katernberg | Stadt Elberfeld (bis 1929)                                                               | 9741            | 2,61         | 3732                               | 8,5                      | 4,14                       | 1573          | 5427            | 1 (1)                        | 4787        |
| Wohnquartier Uellendahl-Ost im Stadtbezirk Uellendahl-Katernberg     | 21  | Uellendahl-Ost             | Uellendahl- Katernberg | Stadt Elberfeld                                                                          | 6501            | 2,42         | 2686                               | 8,8                      | 4,31                       | 1196          | 3419            | 2 (1)                        | 3357        |
| Wohnquartier Dönberg im Stadtbezirk Uellendahl-Katernberg            | 22  | Dönberg                    | Uellendahl- Katernberg | Teil der Stadt Neviges (bis 1975)                                                        | 5082            | 6,39         | 795                                | 2,4                      | 1,51                       | 1212          | 2566            | 2 (2)                        | 3326        |
| Wohnquartier Nevigeser Straße im Stadtbezirk Uellendahl-Katernberg   | 23  | Nevigeser Straße           | Uellendahl- Katernberg | Stadt Elberfeld (bis 1929)                                                               | 6940            | 2,39         | 2904                               | 8,0                      | 3,82                       | 1228          | 3338            | 3 (2)                        | 3338        |
| Wohnquartier Beek im Stadtbezirk Uellendahl-Katernberg               | 24  | Beek                       | Uellendahl- Katernberg | Stadt Elberfeld (bis 1929)                                                               | 2975            | 1,75         | 1700                               | 3,6                      | 1,34                       | 899           | 1454            | - (-)                        | 1886        |
| Wohnquartier Eckbusch im Stadtbezirk Uellendahl-Katernberg           | 25  | Eckbusch                   | Uellendahl- Katernberg | Teil der Stadt Elberfeld und Teil der Stadt Vohwinkel (bis 1929)                         | 4594            | 5,30         | 867                                | 3,3                      | 1,92                       | 871           | 2359            | 1 (1)                        | 2900        |
| Wohnquartier Siebeneick im Stadtbezirk Uellendahl-Katernberg         | 26  | Siebeneick                 | Uellendahl- Katernberg | Teil der Stadt Neviges (bis 1975)                                                        | 2359            | 5,05         | 467                                | 2,1                      | 1,06                       | 734           | 1056            | - (-)                        | 1580        |
| Wohnquartier Vohwinkel-Mitte im Stadtbezirk Vohwinkel                | 30  | Vohwinkel-Mitte            | Vohwinkel              | Stadt Vohwinkel (bis 1929)                                                               | 9145            | 1,48         | 6179                               | 12,0                     | 5,61                       | 1237          | 5018            | 4 (2)                        | 3911        |
| Wohnquartier Osterholz im Stadtbezirk Vohwinkel                      | 31  | Osterholz                  | Vohwinkel              | Stadt Vohwinkel (bis 1929)                                                               | 4062            | 1,96         | 2072                               | 10,5                     | 4,46                       | 670           | 1575            | - (-)                        | 1770        |
| Wohnquartier Tesche im Stadtbezirk Vohwinkel                         | 32  | Tesche                     | Vohwinkel              | Stadt Vohwinkel (bis 1929)                                                               | 3911            | 1,34         | 2919                               | 13,9                     | 5,06                       | 555           | 2223            | 2 (1)                        | 1661        |
| Wohnquartier Schöller-Dornap im Stadtbezirk Vohwinkel                | 33  | Schöller-Dornap            | Vohwinkel              | Teil der Stadt Vohwinkel (bis 1929), Teile von Haan und Wülfrath (bis 1975)              | 2991            | 8,08         | 370                                | 3,0                      | 1,87                       | 770           | 1497            | 1 (1)                        | 1845        |
| Wohnquartier Lüntenbeck im Stadtbezirk Vohwinkel                     | 34  | Lüntenbeck                 | Vohwinkel              | Stadt Vohwinkel (bis 1929)                                                               | 1113            | 1,32         | 843                                | 5,0                      | 2,15                       | 330           | 574             | - (-)                        | 663         |
| Wohnquartier Industriestraße im Stadtbezirk Vohwinkel                | 35  | Industriestraße            | Vohwinkel              | Stadt Elberfeld (bis 1929)                                                               | 196             | 0,70         | 280                                | 7,7                      | 3,06                       | 60            | 103             | - (-)                        | 148         |
| Wohnquartier Westring im Stadtbezirk Vohwinkel                       | 36  | Westring                   | Vohwinkel              | Stadt Vohwinkel (bis 1929)                                                               | 3971            | 2,29         | 1734                               | 6,6                      | 3,65                       | 968           | 1899            | 3 (1)                        | 2169        |
| Wohnquartier Höhe im Stadtbezirk Vohwinkel                           | 37  | Höhe                       | Vohwinkel              | Stadt Vohwinkel (bis 1929)                                                               | 5574            | 1,22         | 4569                               | 18,2                     | 6,84                       | 608           | 2526            | 1 (1)                        | 2133        |
| Wohnquartier Schrödersbusch im Stadtbezirk Vohwinkel                 | 38  | Schrödersbusch             | Vohwinkel              | Stadt Vohwinkel (bis 1929)                                                               | 615             | 2,03         | 303                                | 5,9                      | 1,46                       | 130           | 317             | 1 (-)                        | 352         |
| Wohnquartier Cronenberg-Mitte im Stadtbezirk Cronenberg              | 40  | Cronenberg-Mitte           | Cronenberg             | Stadt Cronenberg (bis 1929)                                                              | 6804            | 5,91         | 1151                               | 6,0                      | 2,47                       | 1480          | 3355            | 2 (1)                        | 3997        |
| Wohnquartier Küllenhahn im Stadtbezirk Cronenberg                    | 41  | Küllenhahn                 | Cronenberg             | Stadt Cronenberg (bis 1929)                                                              | 1846            | 4,85         | 381                                | 2,4                      | 1,79                       | 518           | 898             | 3 (1)                        | 1136        |
| Wohnquartier Hahnerberg im Stadtbezirk Cronenberg                    | 42  | Hahnerberg                 | Cronenberg             | Stadt Cronenberg (bis 1929)                                                              | 4198            | 2,30         | 1825                               | 5,4                      | 2,60                       | 994           | 2267            | - (-)                        | 2551        |
| Wohnquartier Cronenfeld im Stadtbezirk Cronenberg                    | 43  | Cronenfeld                 | Cronenberg             | Stadt Cronenberg (bis 1929)                                                              | 4053            | 2,75         | 1474                               | 10,5                     | 4,47                       | 701           | 2054            | 1 (1)                        | 1985        |
| Wohnquartier Berghausen im Stadtbezirk Cronenberg                    | 44  | Berghausen                 | Cronenberg             | Stadt Cronenberg (bis 1929)                                                              | 2190            | 1,15         | 1904                               | 5,2                      | 2,05                       | 540           | 1166            | 1 (1)                        | 1327        |
| Wohnquartier Sudberg im Stadtbezirk Cronenberg                       | 45  | Sudberg                    | Cronenberg             | Stadt Cronenberg (bis 1929)                                                              | 2207            | 3,42         | 645                                | 2,1                      | 2,44                       | 589           | 1114            | - (-)                        | 1488        |
| Wohnquartier Kohlfurth im Stadtbezirk Cronenberg                     | 46  | Kohlfurth                  | Cronenberg             | Stadt Cronenberg (bis 1929)                                                              | 548             | 1,12         | 489                                | 2,7                      | 2,19                       | 174           | 248             | - (-)                        | 397         |
| Wohnquartier Barmen-Mitte im Stadtbezirk Barmen                      | 50  | Barmen-Mitte               | Barmen                 | Stadt Barmen (bis 1929)                                                                  | 4663            | 0,53         | 8798                               | 28,5                     | 8,75                       | 373           | 2829            | 1 (-)                        | 1432        |
| Wohnquartier Friedrich-Engels-Allee im Stadtbezirk Barmen            | 51  | Friedrich-Engels-Allee     | Barmen                 | Stadt Barmen (bis 1929)                                                                  | 7674            | 1,06         | 7240                               | 26,2                     | 9,38                       | 669           | 4191            | 2 (1)                        | 2440        |
| Wohnquartier Loh im Stadtbezirk Barmen                               | 52  | Loh                        | Barmen                 | Stadt Barmen (bis 1929)                                                                  | 4435            | 0,97         | 4572                               | 13,9                     | 6,70                       | 544           | 2784            | 1 (1)                        | 1737        |
| Wohnquartier Clausen im Stadtbezirk Barmen                           | 53  | Clausen                    | Barmen                 | Stadt Barmen (bis 1929)                                                                  | 3057            | 1,23         | 2485                               | 13,1                     | 4,51                       | 503           | 1505            | 1 (-)                        | 1334        |
| Wohnquartier Rott im Stadtbezirk Barmen                              | 54  | Rott                       | Barmen                 | Stadt Barmen (bis 1929)                                                                  | 9837            | 0,76         | 12943                              | 16,1                     | 7,81                       | 1070          | 5839            | 6 (2)                        | 3856        |
| Wohnquartier Sedansberg im Stadtbezirk Barmen                        | 55  | Sedansberg                 | Barmen                 | Stadt Barmen (bis 1929)                                                                  | 10462           | 1,80         | 5812                               | 17,3                     | 6,45                       | 1160          | 5943            | 4 (2)                        | 3949        |
| Wohnquartier Hatzfeld im Stadtbezirk Barmen                          | 56  | Hatzfeld                   | Barmen                 | Stadt Barmen (bis 1929)                                                                  | 4006            | 2,80         | 1431                               | 4,3                      | 2,02                       | 815           | 2204            | - (-)                        | 2399        |
| Wohnquartier Kothen im Stadtbezirk Barmen                            | 57  | Kothen                     | Barmen                 | Stadt Barmen (bis 1929)                                                                  | 8928            | 1,85         | 4826                               | 10,2                     | 5,62                       | 1108          | 5014            | 4 (1)                        | 3681        |
| Wohnquartier Hesselnberg im Stadtbezirk Barmen                       | 58  | Hesselnberg                | Barmen                 | Stadt Barmen (bis 1929)                                                                  | 2361            | 1,02         | 2315                               | 13,3                     | 6,65                       | 292           | 1546            | 1 (1)                        | 946         |
| Wohnquartier Lichtenplatz im Stadtbezirk Barmen                      | 59  | Lichtenplatz               | Barmen                 | Stadt Barmen (bis 1929)                                                                  | 3987            | 3,42         | 1166                               | 3,7                      | 1,88                       | 869           | 2160            | 1 (1)                        | 2388        |
| Wohnquartier Oberbarmen-Schwarzbach im Stadtbezirk Oberbarmen        | 60  | Oberbarmen- Schwarzbach    | Oberbarmen             | Stadt Barmen (bis 1929)                                                                  | 13.793          | 1,59         | 8675                               | 25,8                     | 9,53                       | 1305          | 7187            | 4 (2)                        | 4222        |
| Wohnquartier Wichlinghausen-Süd im Stadtbezirk Oberbarmen            | 61  | Wichlinghausen-Süd         | Oberbarmen             | Stadt Barmen (bis 1929)                                                                  | 9739            | 0,77         | 12648                              | 19,0                     | 8,63                       | 1039          | 5559            | 4 (2)                        | 3525        |
| Wohnquartier Wichlinghausen-Nord im Stadtbezirk Oberbarmen           | 62  | Wichlinghausen-Nord        | Oberbarmen             | Stadt Barmen (bis 1929)                                                                  | 6112            | 0,91         | 6716                               | 15,2                     | 7,33                       | 753           | 3082            | 2 (1)                        | 2358        |
| Wohnquartier Nächstebreck-Ost im Stadtbezirk Oberbarmen              | 63  | Nächstebreck-Ost           | Oberbarmen             | Gemeinde Langerfeld (bis 1922), Stadt Barmen (bis 1929) und Teile von Schwelm (bis 1975) | 5077            | 6,06         | 838                                | 6,9                      | 4,00                       | 992           | 3319            | 1 (1)                        | 2918        |
| Wohnquartier Nächstebreck-West im Stadtbezirk Oberbarmen             | 64  | Nächstebreck-West          | Oberbarmen             | Stadt Barmen, Gemeinde Langerfeld (bis 1922)                                             | 8189            | 3,24         | 2527                               | 6,1                      | 3,83                       | 1422          | 3683            | 2 (2)                        | 4349        |
| Wohnquartier Heckinghausen im Stadtbezirk Heckinghausen              | 70  | Heckinghausen              | Heckinghausen          | Stadt Barmen (bis 1929)                                                                  | 12.586          | 1,81         | 6954                               | 15,3                     | 7,18                       | 1390          | 7165            | 2 (1)                        | 5042        |
| Wohnquartier Heidt im Stadtbezirk Heckinghausen                      | 71  | Heidt                      | Heckinghausen          | Stadt Barmen (bis 1929)                                                                  | 7309            | 1,52         | 4809                               | 12,0                     | 5,81                       | 841           | 4309            | 1 (1)                        | 3170        |
| Wohnquartier Hammesberg im Stadtbezirk Heckinghausen                 | 72  | Hammesberg                 | Heckinghausen          | Stadt Barmen und Teile Stadt Ronsdorf (bis 1929)                                         | 1366            | 2,33         | 586                                | 7,6                      | 3,29                       | 324           | 676             | 1 (1)                        | 802         |
| Wohnquartier Langerfeld-Mitte im Stadtbezirk Langerfeld-Beyenburg    | 80  | Langerfeld-Mitte           | Langerfeld- Beyenburg  | Gemeinde Langerfeld (bis 1922), Stadt Barmen (bis 1929)                                  | 4593            | 0,67         | 6855                               | 9,4                      | 6,03                       | 570           | 2708            | 3 (2)                        | 2053        |
| Wohnquartier Rauental im Stadtbezirk Langerfeld-Beyenburg            | 81  | Rauental                   | Langerfeld- Beyenburg  | Gemeinde Langerfeld (bis 1922), Stadt Barmen (bis 1929)                                  | 3700            | 1,07         | 3458                               | 13,6                     | 7,61                       | 597           | 1958            | - (-)                        | 1674        |
| Wohnquartier Jesinghauser Straße im Stadtbezirk Langerfeld-Beyenburg | 82  | Jesinghauser Straße        | Langerfeld- Beyenburg  | Gemeinde Langerfeld (bis 1922), Stadt Barmen (bis 1929)                                  | 1857            | 0,62         | 2995                               | 14,9                     | 6,84                       | 292           | 1008            | - (-)                        | 809         |
| Wohnquartier Hilgershöhe im Stadtbezirk Langerfeld-Beyenburg         | 83  | Hilgershöhe                | Langerfeld- Beyenburg  | Gemeinde Langerfeld (bis 1922), Stadt Barmen (bis 1929)                                  | 3363            | 0,48         | 7006                               | 13,3                     | 6,90                       | 463           | 1681            | 2 (1)                        | 1277        |
| Wohnquartier Löhrerlen im Stadtbezirk Langerfeld-Beyenburg           | 84  | Löhrerlen                  | Langerfeld- Beyenburg  | Gemeinde Langerfeld (bis 1922), Stadt Barmen (bis 1929)                                  | 1816            | 0,85         | 2136                               | 15,7                     | 6,66                       | 161           | 1018            | - (-)                        | 763         |
| Wohnquartier Fleute im Stadtbezirk Langerfeld-Beyenburg              | 85  | Fleute                     | Langerfeld- Beyenburg  | Gemeinde Langerfeld (bis 1922), Stadt Barmen (bis 1929)                                  | 2218            | 1,14         | 1946                               | 12,4                     | 7,30                       | 230           | 1.141           | 1 (1)                        | 943         |
| Wohnquartier Ehrenberg im Stadtbezirk Langerfeld-Beyenburg           | 86  | Ehrenberg                  | Langerfeld- Beyenburg  | Gemeinde Langerfeld (bis 1922), Stadt Barmen (bis 1929)                                  | 2408            | 5,00         | 482                                | 2,7                      | 1,99                       | 559           | 1256            | - (-)                        | 1494        |
| Wohnquartier Beyenburg-Mitte im Stadtbezirk Langerfeld-Beyenburg     | 87  | Beyenburg-Mitte            | Langerfeld- Beyenburg  | Gemeinde Lüttringhausen (bis 1929)                                                       | 3274            | 2,66         | 1231                               | 2,4                      | 1,80                       | 844           | 1528            | 1 (1)                        | 1954        |
| Wohnquartier Herbringhausen im Stadtbezirk Langerfeld-Beyenburg      | 88  | Herbringhausen             | Langerfeld- Beyenburg  | Gemeinde Lüttringhausen und Teile Stadt Ronsdorf (bis 1929)                              | 2288            | 16,91        | 135                                | 1,6                      | 7,30                       | 844           | 1149            | - (-)                        | 1585        |
| Wohnquartier Ronsdorf-Mitte/Nord im Stadtbezirk Ronsdorf             | 90  | Ronsdorf-Mitte/Nord        | Ronsdorf               | Stadt Ronsdorf (bis 1929)                                                                | 7924            | 3,66         | 2165                               | 5,4                      | 2,69                       | 1436          | 4144            | 1 (1)                        | 4329        |
| Wohnquartier Blombach-Lohsiepen im Stadtbezirk Ronsdorf              | 91  | Blombach-Lohsiepen         | Ronsdorf               | Stadt Ronsdorf (bis 1929)                                                                | 2851            | 1,47         | 1939                               | 5,9                      | 3,68                       | 595           | 1521            | 1 (1)                        | 1526        |
| Wohnquartier Rehsiepen im Stadtbezirk Ronsdorf                       | 92  | Rehsiepen                  | Ronsdorf               | Stadt Ronsdorf (bis 1929)                                                                | 2007            | 0,97         | 2069                               | 13,4                     | 7,08                       | 169           | 993             | - (-)                        | 750         |
| Wohnquartier Schenkstraße im Stadtbezirk Ronsdorf                    | 93  | Schenkstraße               | Ronsdorf               | Stadt Ronsdorf (bis 1929)                                                                | 3444            | 0,90         | 3827                               | 4,8                      | 3,46                       | 663           | 1785            | 1 (1)                        | 1769        |
| Wohnquartier Blutfinke im Stadtbezirk Ronsdorf                       | 94  | Blutfinke                  | Ronsdorf               | Stadt Ronsdorf (bis 1929)                                                                | 4714            | 3,96         | 1190                               | 2,9                      | 2,46                       | 1073          | 2458            | 3 (2)                        | 2821        |
| Wohnquartier Erbschlö-Linde im Stadtbezirk Ronsdorf                  | 95  | Erbschlö-Linde             | Ronsdorf               | Stadt Ronsdorf (bis 1929)                                                                | 836             | 5,09         | 164                                | 2,9                      | 1,79                       | 205           | 395             | - (-)                        | 624         |

## Datenquellen
- Raumbezogene Daten bei statistik.wuppertal.de